# こいのぼり

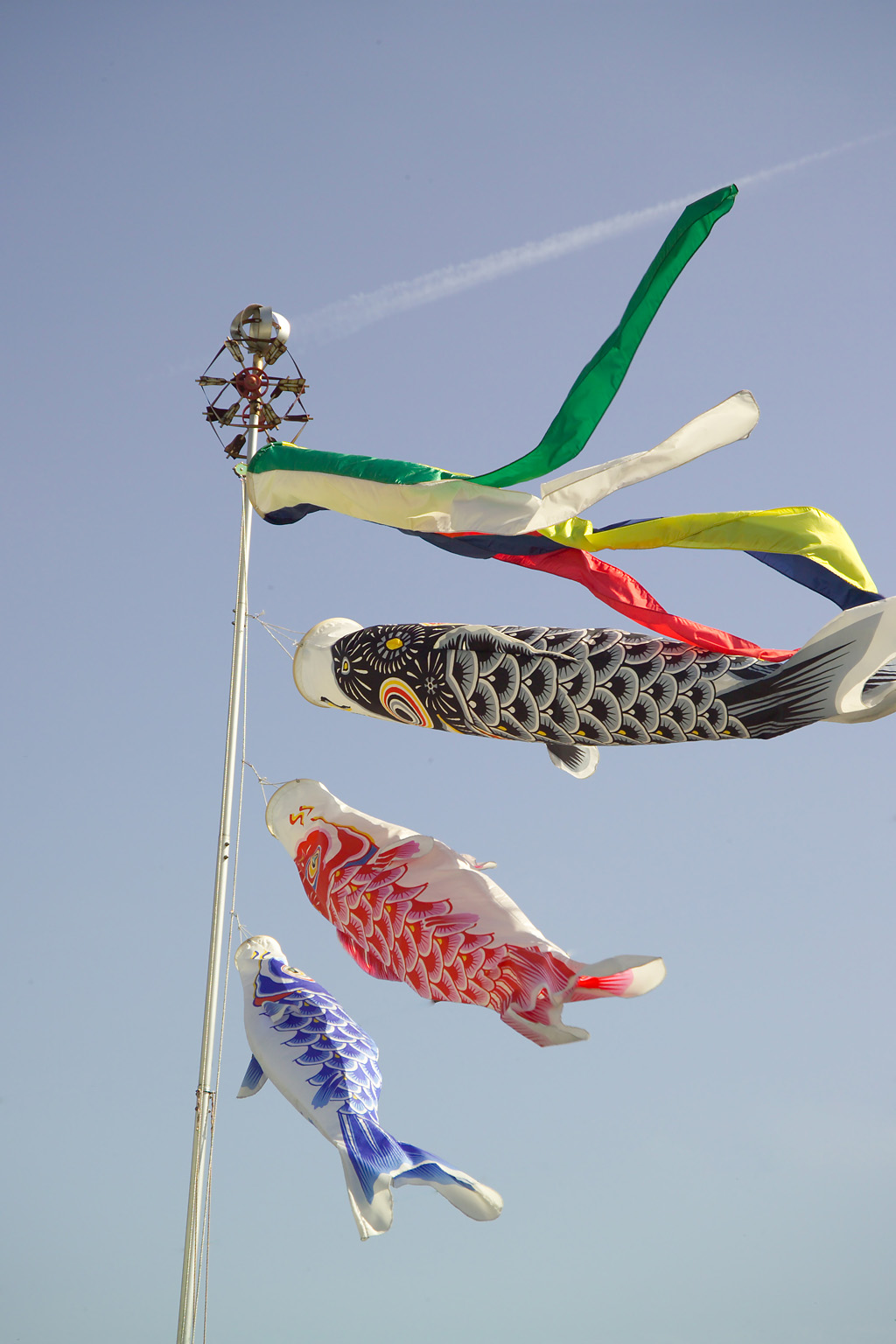
こいのぼり（上から矢車、吹き流し、真鯉、緋鯉、子鯉）

こいのぼり（鯉幟）は、日本の風習で、江戸時代に武家で始まった端午の節句に男児の健やかな成長を願って家庭の庭先に飾る鯉の形に模して作ったのぼり。紙・布・不織布などに鯉の絵柄を描いたもので、風を受けてたなびくようになっている。皐幟（さつきのぼり）、鯉の吹き流しとも言う。日本鯉のぼり協会の統一見解では屋外に飾るものを「鯉のぼり」、屋内に飾るものを「飾り鯉」という。
もとは旧暦の5月5日までの行事であったが、現代ではグレゴリオ暦（新暦）5月5日に向けて飾られるようになり、イメージは「晩春の晴天の日の青空にたなびくもの」となった。ただし、地方により、端午の節句を祝う時期が違うので、旧暦の端午やひと月遅れのグレゴリオ暦（新暦）6月5日とする地方もある。

## 概要

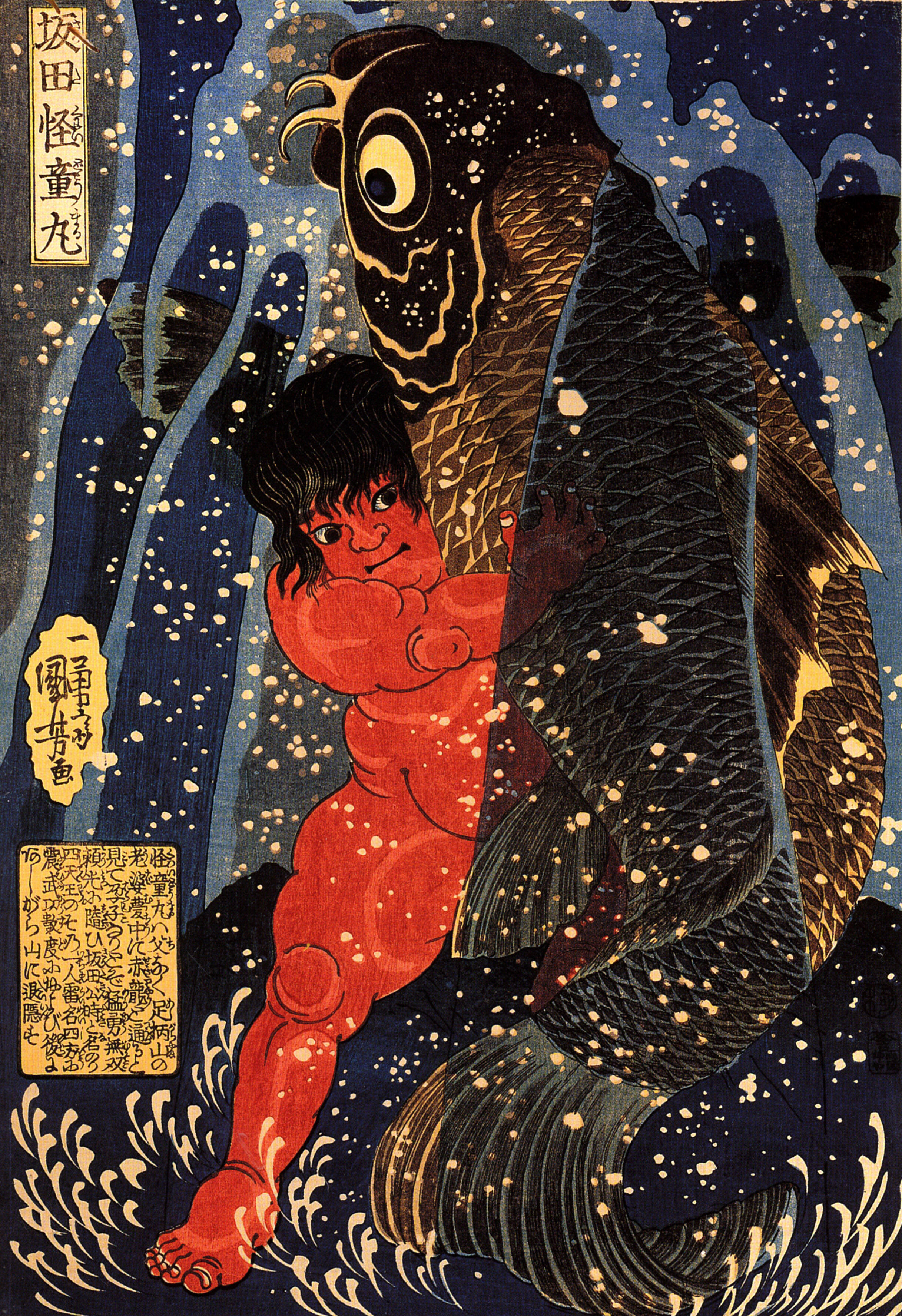
歌川国芳画：『坂田怪童丸』 天保7年（1836年）頃

初期の鯉のぼりは真鯉（黒い鯉）だったが、やがて真鯉（まごい）と緋鯉（ひごい）の二色となり、さらに青鯉も加わって家族を表すようになった（後述）。ただし、過渡的に黒と青だけという組み合わせも見られた。また、真鯉に赤い裸の男の子がしがみついている柄のものがあるが、これは金太郎とみられ金太郎が自分より大きい鯉を捕まえた伝説をもとにしているとみられる。
最近では緑やオレンジ、紫、ピンクといった、より華やかな色の子鯉も普及してきており、所によっては女の子も含め家族全員の分の鯉を上げる家もある。暖色の子鯉の増加はそういった需要に応えてのことのようである。カラフルな子鯉は1964年の東京オリンピックの頃、ある鯉のぼり職人が五輪の色をヒントに考えたという。
さおの先に回転球やかご玉、その下に矢車を付け、吹流しを一番上に以下、真鯉、緋鯉、青鯉と大きさの順に並べて揚げるのが一般的。吹流しはもともと五色の「五色吹流し」であったが、のちに彩雲や瑞祥、飛龍、鯉などを描いた「柄物吹流し」も登場した。
明治以前は和紙でできたものがほとんどだった。明治後半に綿製、昭和30年代に合成繊維製へと切り替わった。しかし少子化や住宅事情の変化（庭付き一戸建て住宅の減少とマンションなど集合住宅の増加）さらに節句に対する価値観の変化から、民家の庭にこいのぼりが揚がる姿を見ることは少なくなっていて、ベランダや玄関脇、室内に飾る小型のこいのぼりが増えている。室内に置くものは鯉飾りと呼ばれることがある。
高速道路などでは風速・風向を示す吹流しが、4月・5月にはこいのぼりに取って代えられる場合もある。
こいのぼりは節句祝いに用いるが、主に宣伝・イベント用のサバ、マグロ、タイ、フグなどを模した異なる魚種ののぼりもある。

## 歴史

### 発生過程

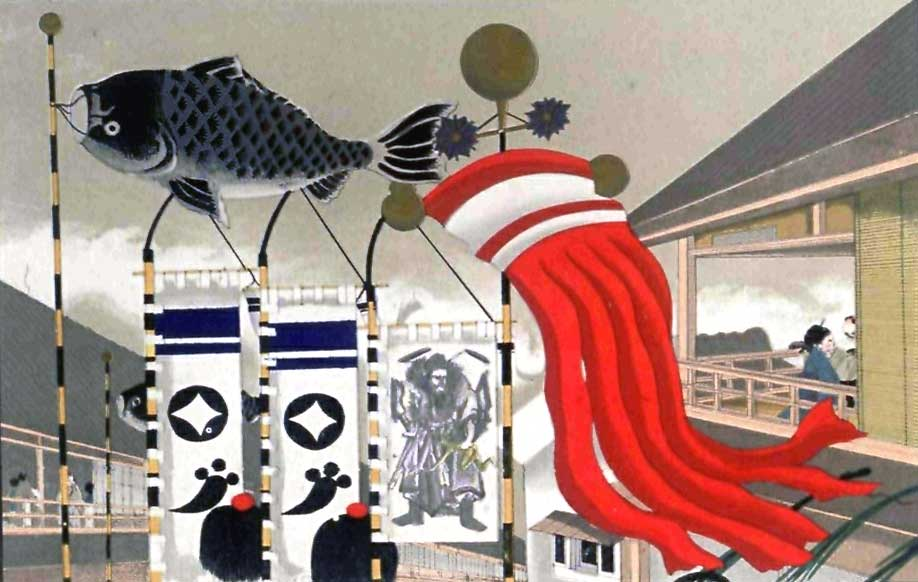
J.M.W. Silver作"Sketches of Japanese Manners and Customs" （1867年） より。幟には鍾馗様の姿も見える。

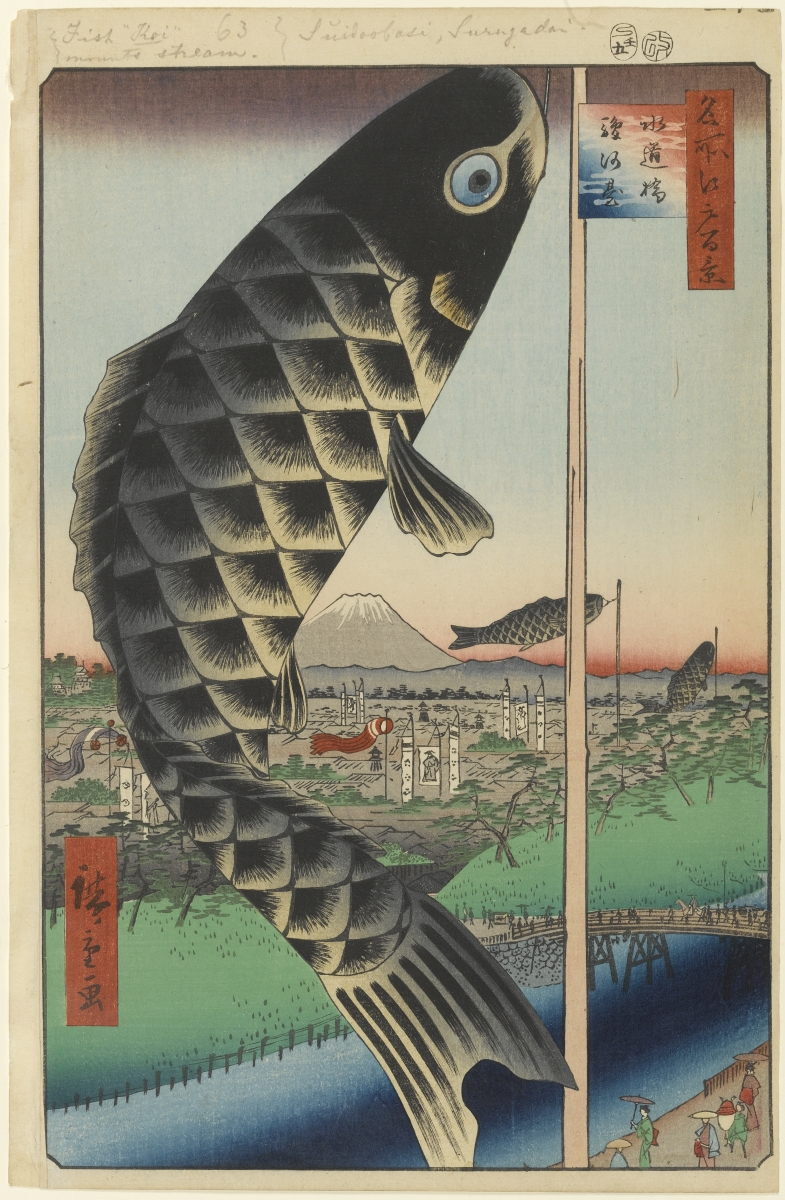
歌川広重『名所江戸百景』より『水道橋駿河台』。当時はまだ錦鯉が普及しておらず、真鯉のみが飾られている。

節句の行事は平安時代からとされているが、もともと武家には端午の結句に向けて玄関に幟（のぼり）や旗指物を飾る風習があった。端午の節句には厄払いに菖蒲を用いることから、別名「菖蒲の節句」と呼ばれ、武家では菖蒲と「尚武」と結びつけて男児の立身出世・武運長久を祈る年中行事となった。
江戸時代中期になると商人がこの風習を行うようになった。ある町人が幟の竿頭の招代（おぎしろ）と呼ばれる小旗のようなものを中国の登龍門の故事から鯉を象ったものにかえて掲げたところ、それが広まり次第に大型化したものが鯉のぼりとされている。
逸話として、武士の家が端午の節句に五月幟を飾って祝っているのを見た町人の子が同じものを欲しいと父親にねだるが、身分制度の手前町人が真似する訳にはいかず困っているところを赤荻柳和という武士が染物屋に鯉の絵の染めて、それを吹流し状にしたものを作らせ、町人の子に与えたことが由来とも言われている。
「江戸っ子は皐月の鯉の吹流し」と言われるように、こいのぼりは「幟（のぼり）」とは名づけられているものの、形状は魚を模した吹流し形である。
これは主に江戸を含む関東地方の風習で当時の関西（上方）には無い風習であった。天保9年（1838年）の江戸の年中行事を記した『東都歳事記』には「紙で出世の魚といへる諺により」鯉を幟（のぼり）に飾り付けるのは「東都の風俗なりといへり」とあるため、19世紀当時は紙製であったと考えられる。

### 鯉の故事
中国の正史、二十四史の一つである後漢書による故事で、黄河の急流にある竜門と呼ばれる滝を多くの魚が登ろうと試みたが鯉のみが登り切り、竜になることができたことにちなんで鯉の滝登りが立身出世の象徴となった。栄達するための難関を「登竜門」と呼ぶのも、この故事にもとづく。

### 鯉の構成
初期の鯉のぼりは真鯉（黒い鯉）の一色のみだった。歌川広重の『名所江戸百景』では大きな真鯉一匹が描かれている。
明治時代後半から大正時代にかけて真鯉（黒い鯉）と緋鯉（赤い鯉）の二匹を一対であげるようになった。緋鯉（ひごい）はもともと男児を表しており、昭和6年の童謡『こいのぼり』でも真鯉を父親、緋鯉を子どもとしている。しかし、昭和30年代後半にはさらに小さい青鯉が加えられ、家族観の変化なども相まって緋鯉（赤い鯉）は母親、青鯉が子どもと再定義されるようになった。まもなく兄弟姉妹を表す鯉として緑やピンク、紫の鯉も含まれるようになった。

## 主な行事
日本では全国各地でこいのぼりにちなんだ行事が取り行なわれる。
- 戦前からこいのぼりの生産量では日本一の埼玉県加須市では1988年2月に長さ100メートル・350kgのこいのぼりを作り、全長世界一の大きさで有名になった。生産量の高さとともに加須のこいのぼりとして世界中に名を知らしめた。同市では毎年5月に開催する市民平和祭で利根川河川敷で勇姿を見せる。

加須では明治のはじめ頃に、傘、提灯職人が、余った材料の和紙を使い片手間に作り始めたのが起源とされている。その後明治の中頃から量産が始まるが、大正12年に起きた関東大震災により、東京方面の職人が潰れ、それにより加須に注文が殺到した。やがて、日本一の生産量となった。
- 熊本県阿蘇郡小国町の杖立温泉では、3,500匹のこいのぼりがたてられる。
- 和紙の生産が盛んな高知県吾川郡いの町では、水にぬれても破れない和紙を用いて作られたこいのぼりが仁淀川に放流され、川下りをしながら水中を泳ぐこいのぼりを遊覧できる。
- 石川県金沢市を流れる浅野川では、浅野川大橋と梅ノ橋間で川幅いっぱいに泳ぐ200匹のこいのぼりを水中からライトアップする。
- 石川県珠洲市大谷町で、5月上旬に大谷川に多数のこいのぼりが飾られる「大谷川鯉のぼり川渡し」が開催される。2024年は中止される。
- 四万十川中流の高知県高岡郡四万十町十川では、4月下旬から5月上旬にかけて500匹のこいのぼりの川渡しが行われており、その発祥地として知られる。（昭和49年～）
- 群馬県館林市では、世界一こいのぼりの里まつりが3月下旬から5月中旬まで開催される。5,000匹以上のこいのぼりが鶴生田川、茂林寺川、近藤沼、つつじが岡パークインの4箇所で掲揚される。掲揚数世界一で2005年にギネス世界記録に登録された。
- 東日本大震災の際失われた命を鎮魂するためにとして、青い鯉のぼりプロジェクト（あおいこいのぼりプロジェクト）が、宮城県東松島市大曲浜で子どもたちのための鎮魂のプロジェクトとして開催されている。 「祭り」とはニュアンスが異なるため、あえてプロジェクトと呼称される。 ただし、100年先にこの時代の出来事を伝える祭りになることを願っており、10回目の掲揚（2020年）を目処に「青い鯉のぼりまつり」などに変わる可能性も検討している。

## 唱歌・童謡
こいのぼりは、いくつかの唱歌・童謡で歌われている。
1. 作詞・東くめ、作曲・瀧廉太郎　『鯉のぼり』[9]
2. 作詞者不詳、作曲・弘田龍太郎　『鯉のぼり』1914年（大正3年）
3. 作詞・近藤宮子、作曲者不詳　『こいのぼり』1931年（昭和6年）

特に、口語調の3番目のものと、文語調の2番目のものが有名である。

## こいのぼりに関する逸話
- 埼玉県児玉郡神川町の矢納地区では、平安時代中期に平将門がこの地に逃れて城峯山に籠った際、民家に揚げられていたこいのぼりのせいで所在が敵に知られてしまい、敵方はこいのぼりを目標にしたことから結果として将門は戦いに敗れてしまった。そのため「こいのぼりを揚げるとその家が不幸になる」として、現在でもこいのぼりを揚げる風習がない[10][11]。
- 京都府亀岡市大井町にある大井神社では、祭神が鯉に乗って保津川の急流を上ってきたという伝承から鯉が神の使いとされ、氏子が鯉に触れることを禁じている。そのため大井町では端午の節句にこいのぼりを揚げることも行われない[12][13]。
- 広島県福山市をはじめ備後福山藩だった地域では、福山水野家最後の藩主となった水野勝岑が5月5日に亡くなったことから、福山水野家にかかわった子孫の家では、こいのぼりを揚げないという風習が生まれた[14]。
- 2014年、日本鯉のぼり協会は日英友好とジョージ王子の初節句を祝って英国王室にこいのぼりを贈り、ケンジントン宮殿に近いホランド・パークの日本庭園に掲揚された[1]。
- 愛知県瀬戸市宮脇町では、小牧・長久手の戦いにて、戦いの落ち武者をのぼり用の竹で殺めた伝承から”鯉のぼりを立てた家には不幸が訪れる”との言い伝えにより鯉のぼりを掲げないことが慣習化されている[15]。

## スポーツにおけるこいのぼり
- プロ野球の広島東洋カープの応援グッズとして、季節を問わずこいのぼりが使用される。
- 主にダカール・ラリーに参戦しているラリードライバー菅原義正はこいのぼりを自身のトレードマークとして使用しており、セレモニアルフィニッシュ時に車に取り付けて走行する事で世界的に知られている。
- 人間鯉のぼり - 直立した柱を両手で掴み、体全身を地面と平行になるよう持ち上げる運動。

## 類似物・商品
- マグロの水揚げが盛んな青森県大間町では「鮪のぼり」をたてている所もある。
- 静岡県御前崎市、高知県幡多郡黒潮町、鹿児島県枕崎市、沖縄県本部町等カツオの水揚げが盛んな地域では「鰹のぼり」をたてている所もある。
- 宮崎市の佐土原町には「佐土原くじら物語」に由来する幸せを呼ぶ「鯨のぼり」なるものがある[16]。
- 巨大鯉のぼりでも有名な加須市では、鯉をかたどったたい焼きが売られている[17]。
- 鯉のぼりに似たうなぎのぼりというものもある[18]。
- 静岡県沼津市のオフィスグルーが運営するオリジナルこいのぼり製作チーム「ミセスミシン」は、アジの干物型「ひものぼり」、ワサビ型「わさびのぼり」、アマビエ型「アマビエのぼり」、きぶな型「きぶなのぼり」、タチウオ型「タチウオのぼり」、ピラルクー型「ピラルクーのぼり」、オオグソクムシ型「オオグソクムシのぼり」等、各地のオリジナルこいのぼりの製作を行っている。

## Unicode
Unicode6.0において、Carp Streamerの名称で、こいのぼりの絵文字が採用されている。
| 記号 | Unicode | JIS X 0213 | 文字参照            | 名称          |
| ---- | ------- | ---------- | ------------------- | ------------- |
| 🎏   | U+1F38F | -          | &#x1F38F; &#127887; | Carp Streamer |

## ギャラリー

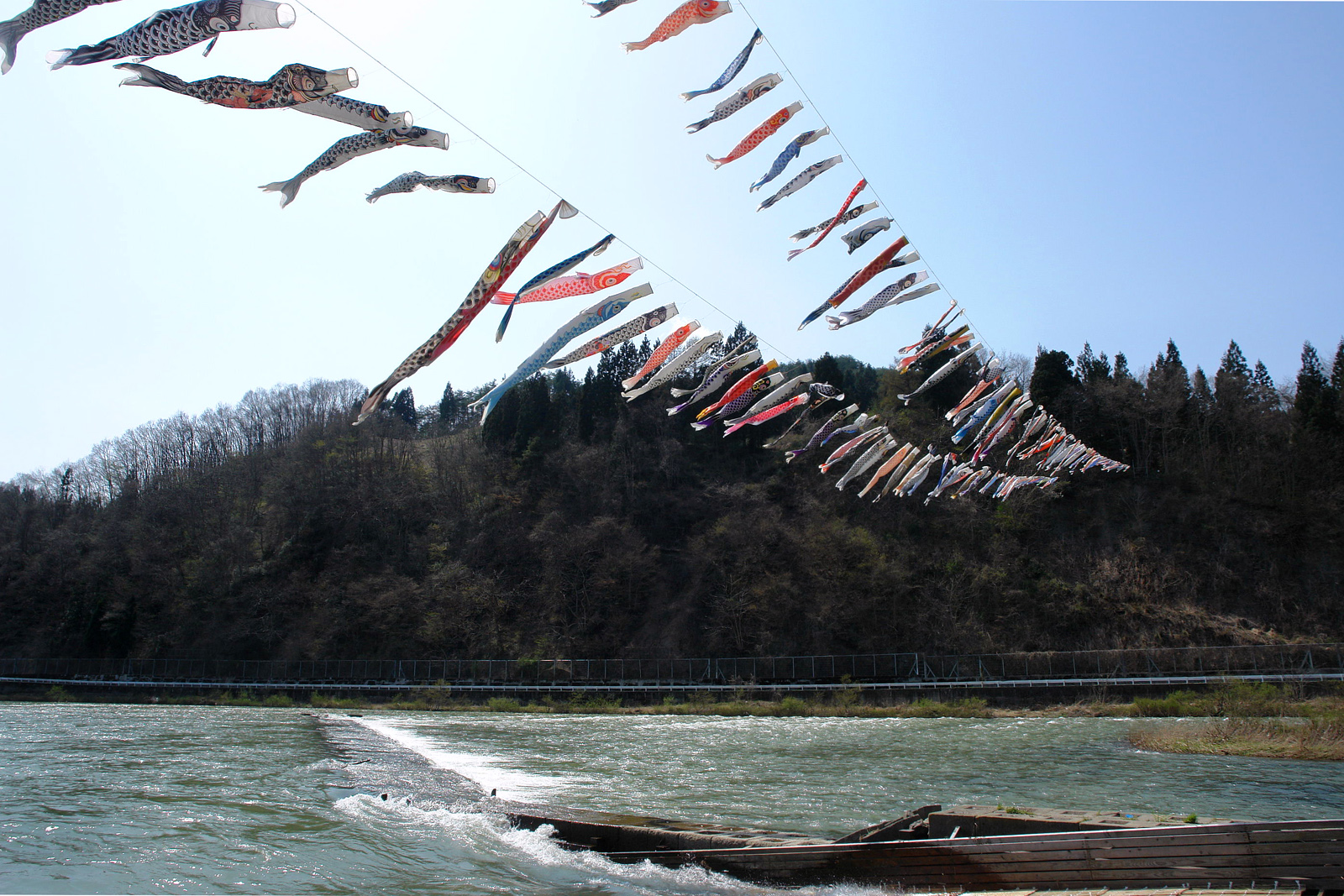
最上川の鯉幟 （最上川：山形県西置賜郡白鷹町)
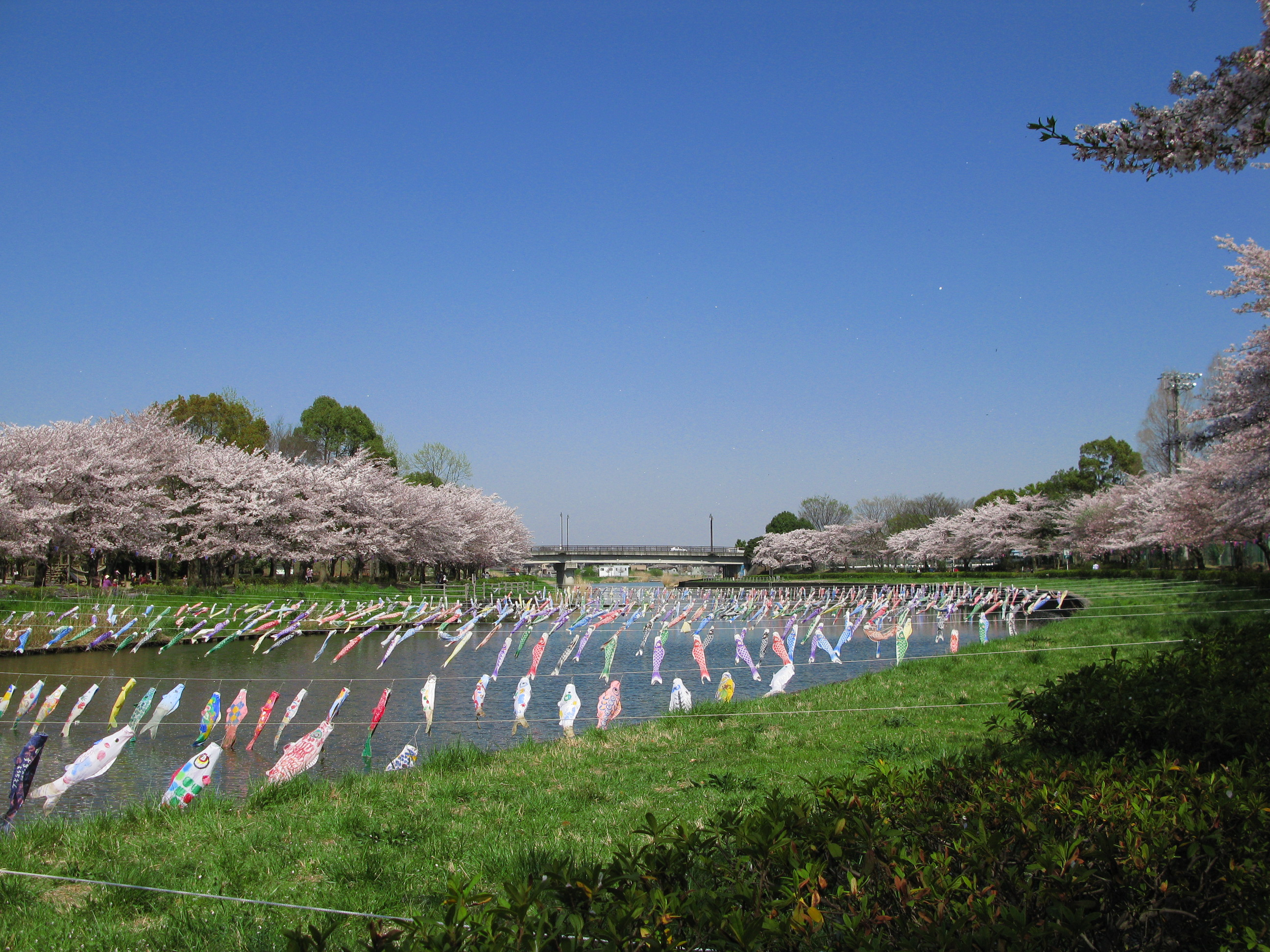
「世界一こいのぼりの里まつり」 （鶴生田川：群馬県館林市）
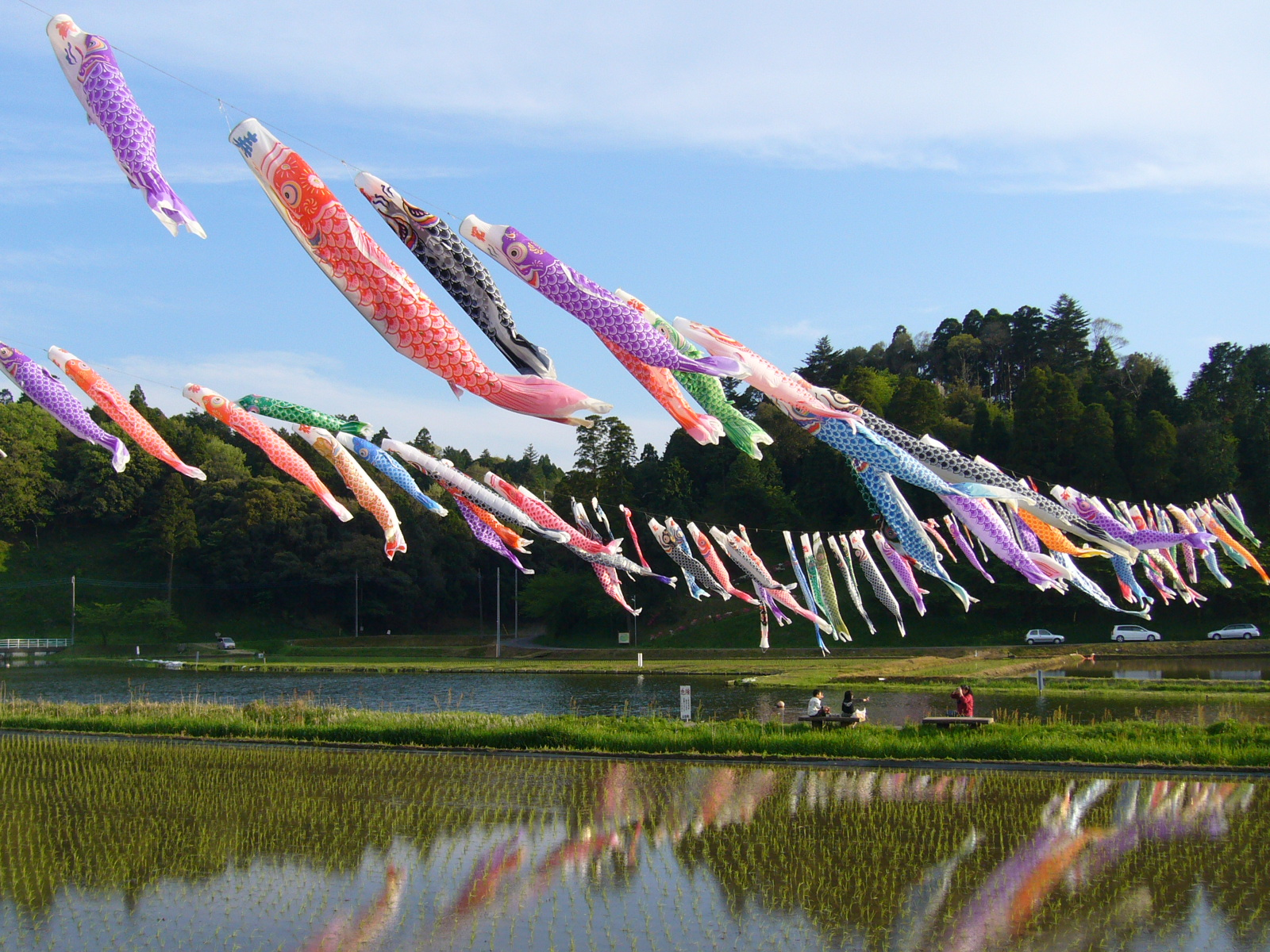
ため池に渡されたこいのぼり （橘堰：千葉県香取市）
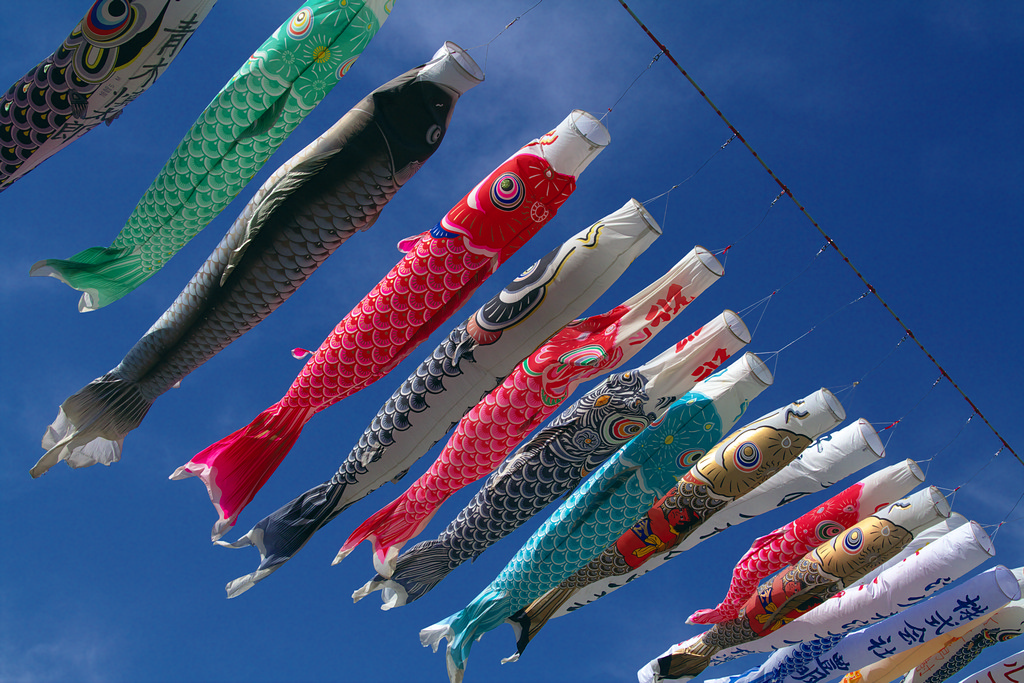
「およげ鯉のぼり相模川」 （相模川：神奈川県相模原市）
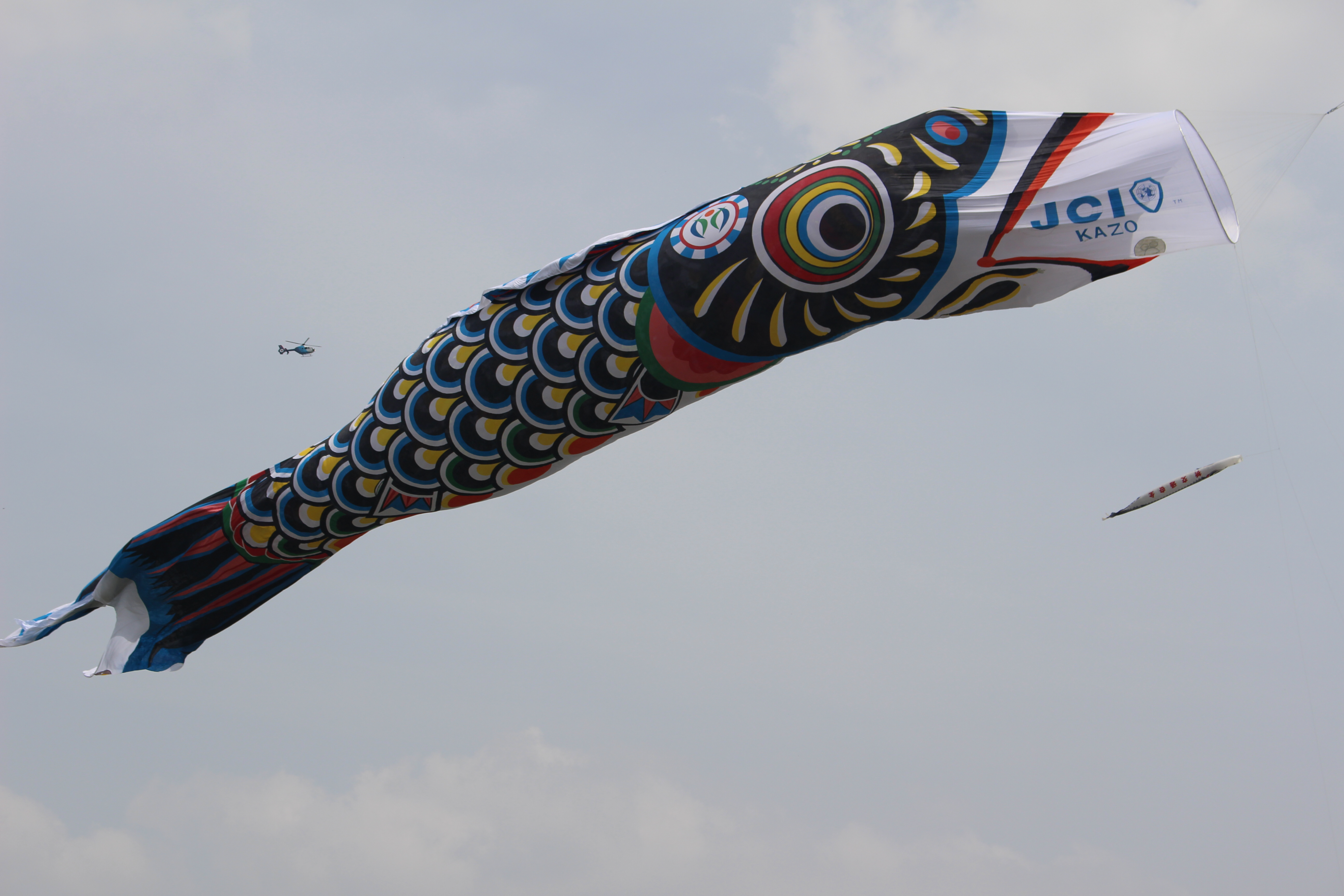
遊泳中のジャンボこいのぼり (利根川河川敷緑地公園：埼玉県加須市)
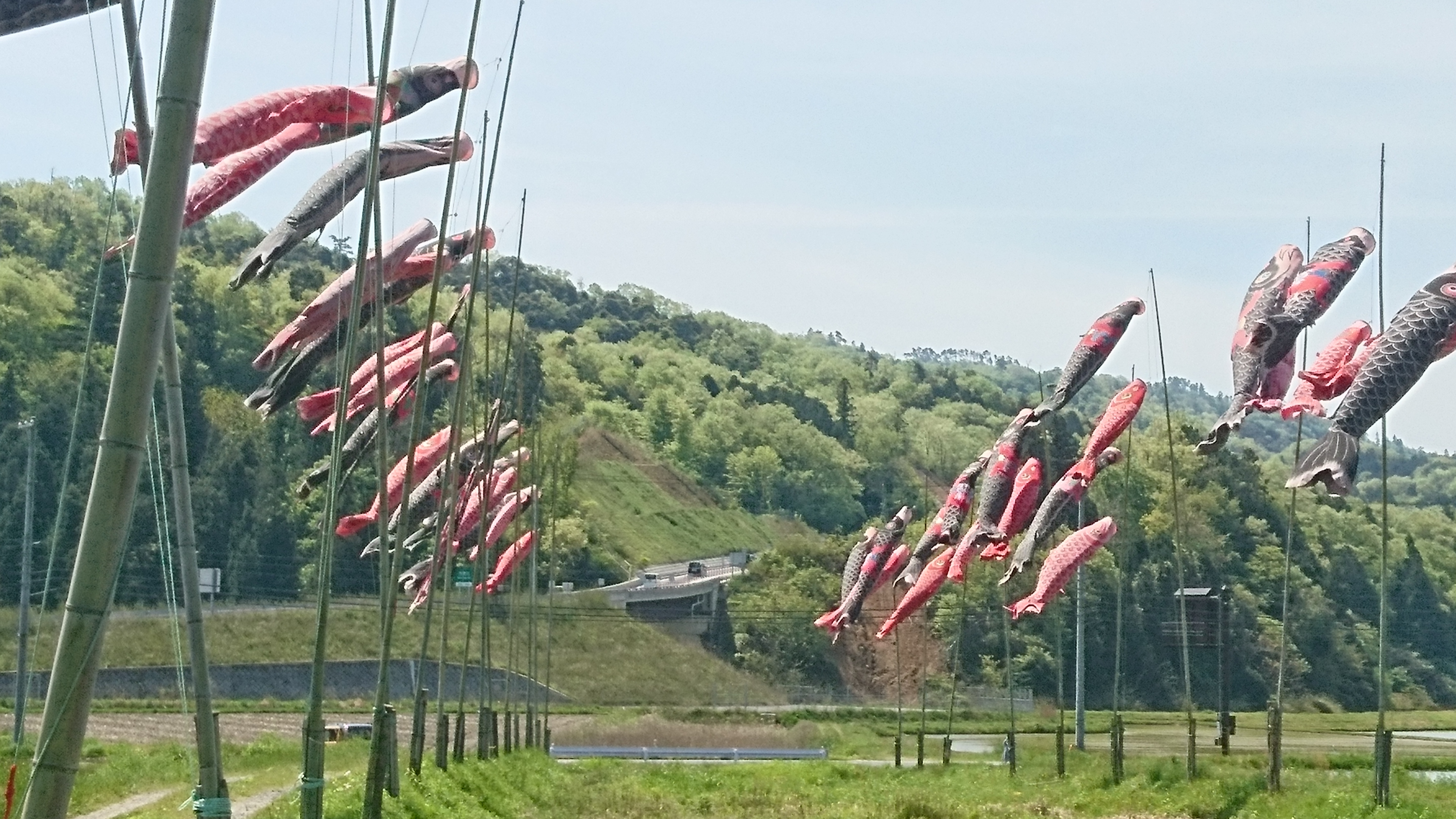
京丹後大宮IC前の鯉のぼり （京都府京丹後市大宮森本）
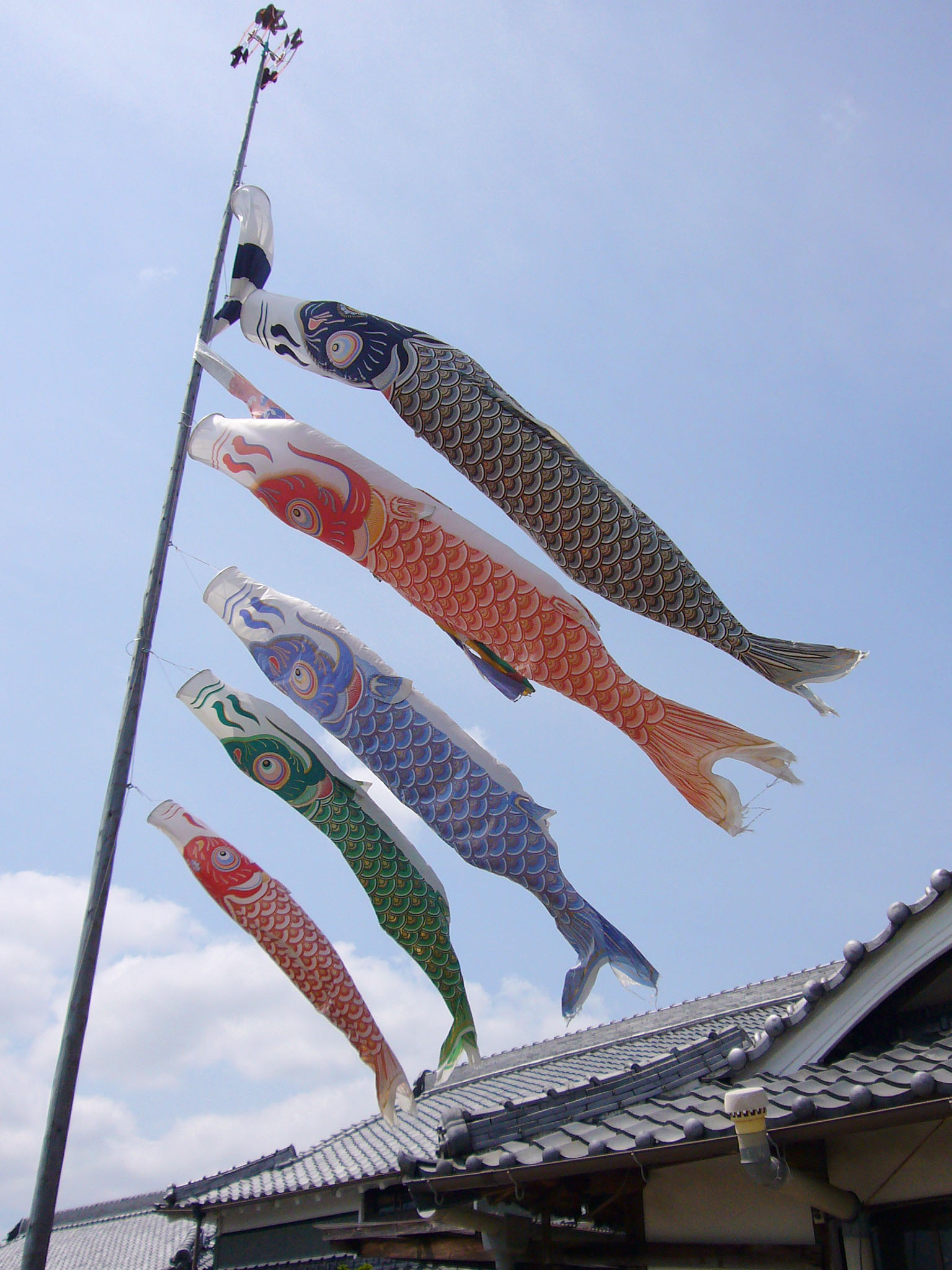
こいのぼり （兵庫県神崎郡福崎町）
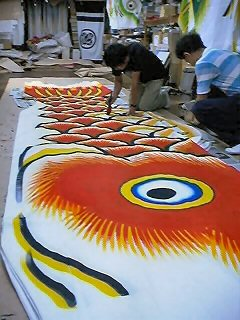
手描きこいのぼり （橋本弥喜智商店内制作場：埼玉県加須市）
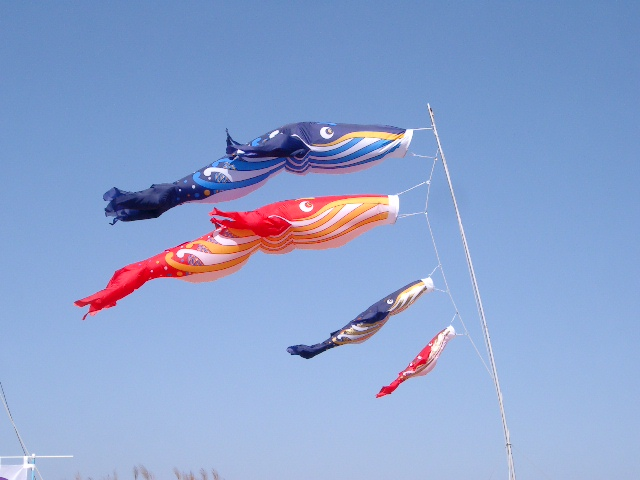
鯨のぼり （宮崎県宮崎市佐土原町）
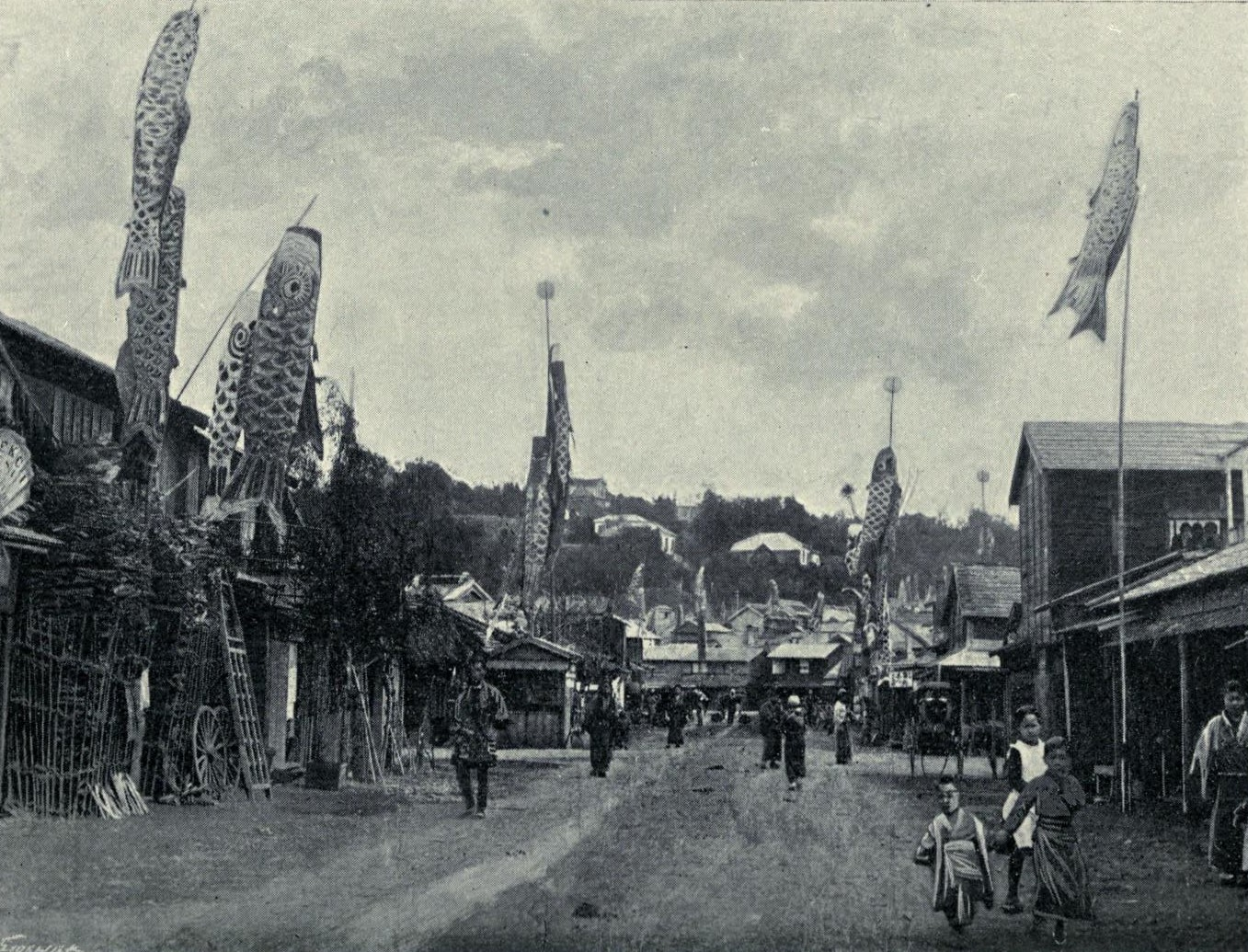
(動画) 東白鬚公園の鯉のぼり、2015年
- 明治時代の鯉のぼり